# サザエさんの結婚

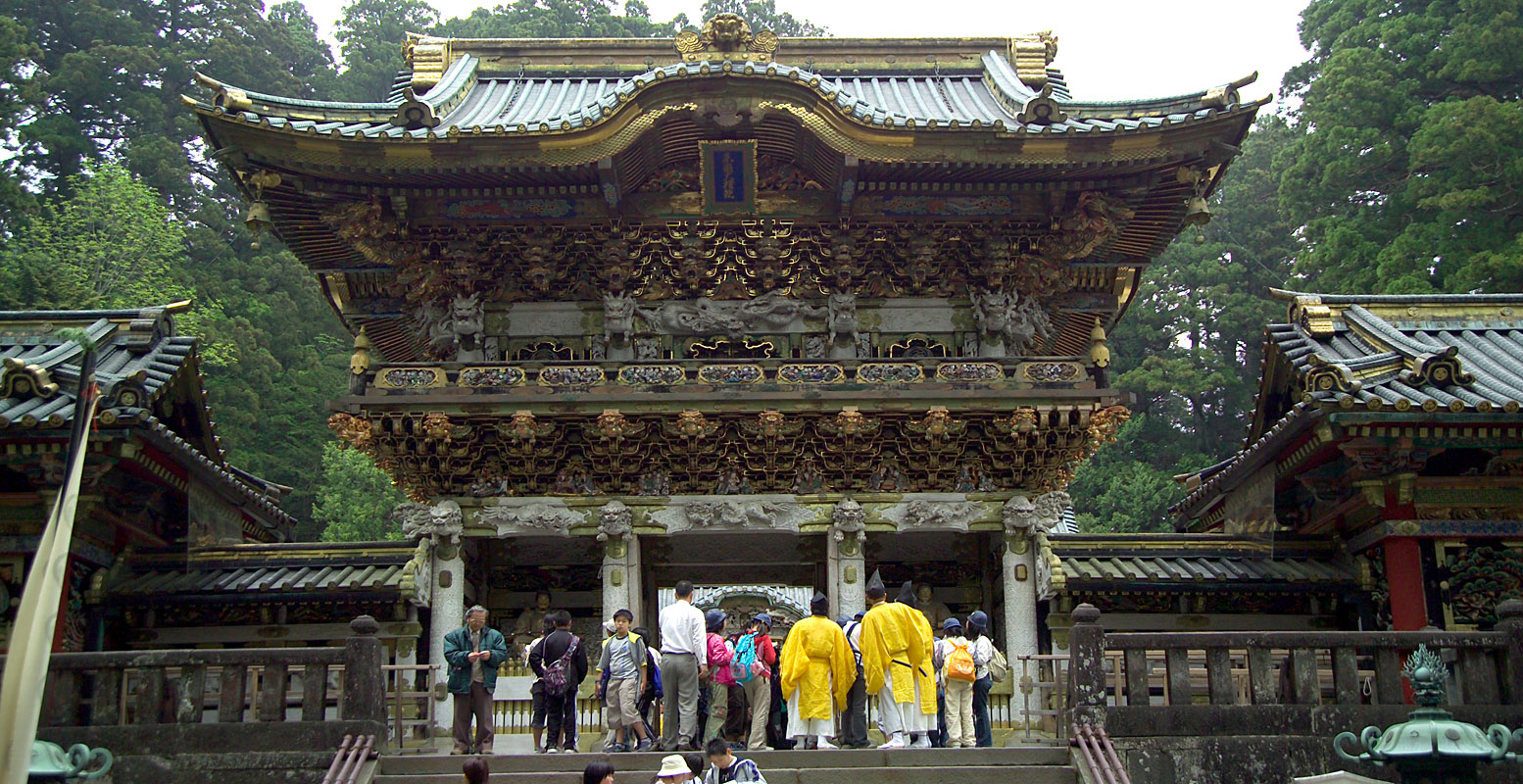
劇中で波平と舟が立ち寄った日光東照宮の陽明門

『サザエさんの結婚』（サザエさんのけっこん）は、1959年（昭和34年）1月9日に公開された日本映画である。製作・配給は東宝。カラー、東宝スコープ。

## 概要
『サザエさん』実写化映画の第5作。サザエがマスオと結婚に至るまでの話を描いている。
本作には、三人娘の江利チエミの他に雪村いづみが出演し、波平の知人の娘にして映画のニューフェイス役を演じた。撮影所（東宝スタジオ）の場面では、加東大介を始めとする東宝俳優がカメオ出演しており、さらに撮影風景を見せる楽屋落ちがある。
本作からワカメ役が松島トモ子から、本シリーズに先駆けてKRテレビ版ドラマでワカメ役を演じていた猿若久美恵に交代する。
山中老人が再登場。

## ストーリー
サザエの父と母が銀婚式を迎え、家族会議の末、夫婦は日光へ旅立った。その後、大阪の叔父夫婦・万造とちえが、息子のノリオの勉学振りを視察に来た。だがノリオは酒とパチンコに明け暮れ、さらに女性の写真が出て来た。だがそれは、恋人の浅利はま子だった。反対する叔父夫婦だったが、サザエの調停で婚約に成功した。叔父夫婦はノリオ夫婦にアテられ、自分たちも新婚気分になろうと、磯野家の留守を引き受ける。早速サザエは日光へ行き、両親に出会う。
やがてマスオが、親友・悦子と社長のご子息・富岡の結婚式のために上京。サザエは自分の結婚式の参考のために、双方の結婚式に出席した。そして悦子・富岡の結婚式の席上、マスオの東京転勤を頼んでしまう。余計なことを言い、後悔するサザエだったが、ノリオに代わって下宿した映画女優・平目スナ子の話で、マスオが東京に転勤することとなった。ところがサザエは、マスオが女性と買い物をしている所を発見し怒る。だがその女はマスオの妹のタイ子で、「式は是非北海道で」という母の手紙を持って来たのだ。かくしてサザエとマスオは、北海道へと出発した。
参考文書『キネマ旬報』220号

## スタッフ
- 監督：青柳信雄
- 製作：杉原貞雄
- 原作：長谷川町子
- 脚本：笠原良三
- 音楽：神津善行
- 撮影：鈴木斌
- 照明：西川鶴三
- 美術監督：北猛夫
- 録音：三上長七郎

## キャスト
- 磯野サザエ：江利チエミ
- フグ田君：小泉博
- その父親（波平）：藤原釜足
- その母親（舟）：清川虹子
- その弟（カツオ）：白田肇
- その妹（ワカメ）：猿若久美恵
- 西野ノリオ（サザエの従兄）：藤木悠
- 西野万造（ノリオの父）：アチャコ
- 西野ちえ（ノリオの母）：浪花千栄子
- 浅利はま子：横山道代
- 平目スナ子（朝日いづみ）：雪村いづみ
- 松原百合子：環三千世
- 松原（百合子の夫）：山田真二
- タイ子（マスオの妹）：白川由美
- 高山悦子：安西郷子
- 富岡社長：志村喬
- 富岡（悦子の花婿）：平田昭彦
- 山中老人：柳家金語楼
- 中年男：市村俊幸
- 屑屋の男：沢村いき雄
- 社長秘書：森川信
- 看護婦：若水ヤエ子
- 教授：本郷秀雄
- 撮影所の映画監督：広瀬正一
- 出前持：由利徹 南利明
- 多胡夫人：一の宮あつ子
- 横向夫人：中田康子
- 三木夫人：藤間紫
- 三木東風：三木のり平
- 休憩中の俳優：加東大介、宝田明（ノンクレジット）[要出典]
- 休憩中の女優：司葉子、草笛光子、団令子（ノンクレジット）[要出典]
- 大学生（ノリオの友人）：佐原健二、江原達怡、加藤春哉（ノンクレジット）[要出典]
- 悦子の父：益田キートン
- 御用聞：ダークダックス

## 同時上映
- すずかけの散歩道